# فيليب بينيت
فيليب بينيت (بالإنجليزية: Philip Bennett)‏ هو بروفيسور أمريكي، ولد في القرن العشرين في سان فرانسيسكو في الولايات المتحدة.